# Wikimania
 (septembre 2022).

Logo de Wikimania.

Wikimania est une conférence internationale rassemblant chaque année depuis 2005 des personnes intéressées par les projets hébergés par la Fondation Wikimédia et le mouvement Wikimédia en général.
Outre ces deux sujets principaux, les discussions peuvent aussi aborder des questions liées aux logiciels et à la culture libre dans les domaines de l'art, l'éducation et la science, tout en soulevant les enjeux sociétaux inhérents à la production de contenus libres.

## Historique

### Années 2000

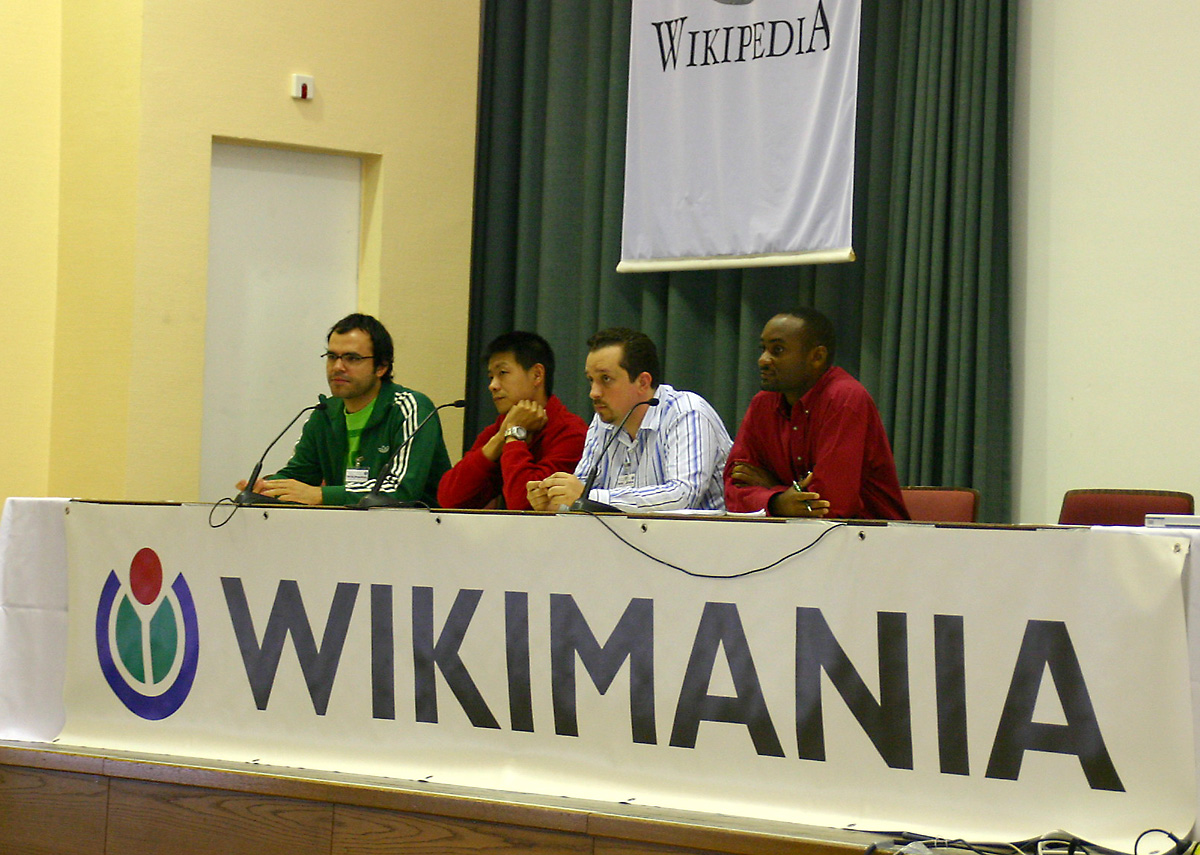
Global Voices Panel pendant la conférence de 2005. Sont présents sur cette photo Hossein Derakhshan, Ting Chen, Isam Bayazidi, et Milton Ainehuranga.

En 2005, Wikimania s'est déroulée du 4 au 7 août à Francfort-sur-le-Main (Allemagne). Cette conférence était la première grande réunion avec près de 380 participants présents d'une cinquantaine de pays, après cinq ans de vie du projet Wikipédia et ses sites afférents. La communauté des Wikimédiens a eu notamment l'occasion d'écouter le fondateur de Wikipédia, Jimmy Wales, dit Jimbo, qui a donné dix axes de progrès, ainsi que Ward Cunningham, l'inventeur du concept de wiki, qui a tracé un historique et des perspectives à ce propos. Des intervenants et chercheurs présentèrent leurs études et développements sur la plate-forme Wikipédia, ainsi que d'autres projets portés par la Fondation Wikimedia ; les thèmes étaient en particulier la culture wiki, sa technologie propre, et en général le monde de la connaissance partagée. Le programme comportait des présentations, ateliers et démonstrations afin de rendre un panorama de l'état de l'art concernant les wikis et les projets de connaissance collaborative. La majorité des séances et échanges se déroulèrent en anglais, bien que certains documents de la conférence aient été annoncés pour traduction en de nombreuses langues officielles.
En 2006, Wikimania s'est déroulée du 4 au 6 août à la Harvard Law School's Berkman Center for Internet & Society à Boston (États-Unis).

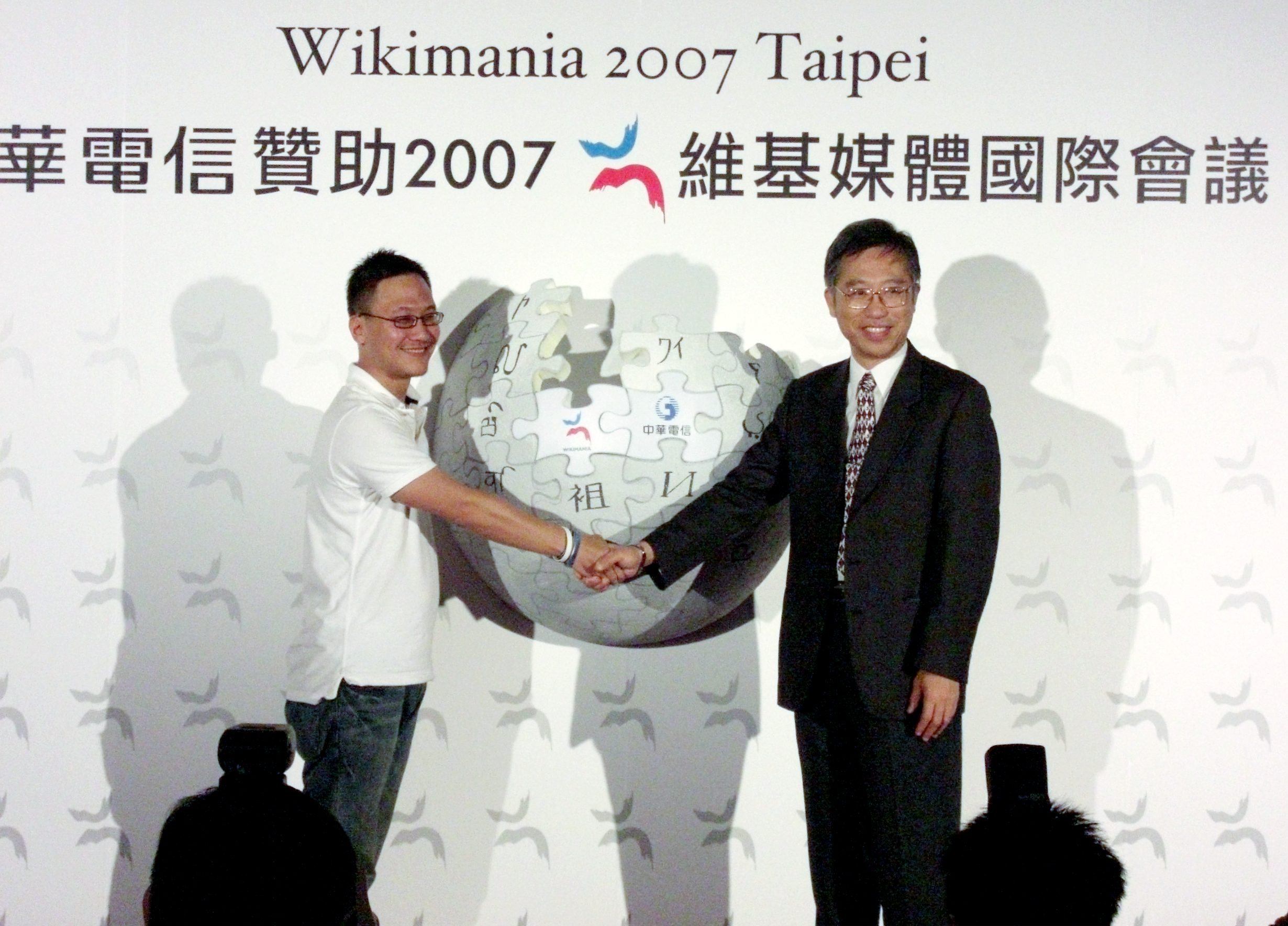
Conférence de presse de Chunghwa Telecom qui sponsorise la Wikimania 2007 à Taipei.

Comme annoncé le 25 septembre 2006, la Wikimania 2007 s’est déroulée du 3 au 5 août à Taipei (Taïwan). Cette édition a été la première à proposer une formation pour les bénévoles.
En 2008, Wikimania s'est déroulée du 17 au 19 juillet dans la Bibliotheca Alexandrina à Alexandrie (Égypte). Le choix de tenir la conférence en Égypte fut sujet à quelques controverses en raison de présumées censures ou emprisonnements de bloygeurs.
Wikimania 2009 s'est tenue fin août à Buenos Aires, en Argentine.

### Années 2010
L'édition 2010 s'est tenue du 9 au 11 juillet à Gdansk (Pologne). Le siège de la manifestation polonaise Baltique Philharmonic était situé sur l'île de Olowianka.
Wikimania 2011 s'est tenue du 4 au 7 août à Haifa (Israël).
Wikimania 2012 s'est tenue du 10 au 15 juillet 2012 à Washington D.C.
Wikimania 2013 s'est tenue du 7 au 11 août 2013 à Hong Kong.
Le choix du lieu de rencontre de la Wikimania 2014 a débuté en décembre 2012. La ville de Londres a été choisie en mai 2013. La rencontre a eu lieu du 8 au 10 août 2014 au Barbican Centre, l'un des plus grands centres des arts du spectacle d'Europe.
Mexico, le lieu de rencontre de la Wikimania 2015, a été choisi en mai 2014.
La rencontre Wikimania 2016 a lieu du 21 au 26 juin, à Esino Lario, dans le nord de l'Italie, pour la première fois en dehors d'une grande ville. C'est lors de cette conférence qu'est annoncée la nomination définitive de Katherine Maher comme directrice générale de la Fondation Wikimedia.
Le 22 décembre 2015, on annonce que Montréal sera l'hôte de Wikimania 2017. La treizième conférence a lieu du 9 au 13 août 2017, au Centre Sheraton, pendant le sesquicentenaire du Canada et le 375e anniversaire de la ville. Elle compte près de 1 000 participants.
La conférence 2018 se déroule du 18 au 22 juin au Cap (Afrique du Sud), pour la première fois en Afrique subsaharienne et la seconde fois en Afrique et dans l'hémisphère sud. C'est également la première année où l'événement est associé à un thème, « Bridging Knowledge gaps: the Ubuntu way forward » (« Combler le fossé du savoir : la méthode Ubuntu »). Elle regroupe plus de 700 personnes.
La quinzième conférence a lieu du 14 au 18 août 2019, à Stockholm. Le thème est lié aux dix-sept objectifs de développement durable annoncés par l'ONU en 2015.

### Années 2020
Cette section ne s'appuie pas, ou pas assez, sur des sources secondaires ou tertiaires indépendantes du sujet. Le texte peut contenir des analyses inexactes ou inédites de sources primaires.
Pour l'améliorer, ajoutez-en, ou placez des modèles {{Source secondaire souhaitée}} ou {{Source secondaire nécessaire}} sur les passages mal sourcés. (octobre 2024)
Du fait de la pandémie de Covid-19 qui affecte l'organisation et les déplacements, la seizième conférence, initialement prévue en 2020 à Bangkok, est reportée à 2021 en ligne[source insuffisante].
La dix-septième conférence se tient également en ligne en 2022[source insuffisante].
La dix-huitième conférence s'est déroulée du 16 au 19 août 2023, à Singapour[réf. nécessaire].
La 19e conférence s'est tenue en 2024 à Katowice (Pologne)[réf. nécessaire].